# Stronnictwo Demokracji Polskiej
Stronnictwo Demokracji Polskiej – polska prawicowa partia polityczna istniejąca w latach 1991–1999.

## Historia
Ugrupowanie zostało zawiązane w marcu 1991 pod nazwą Polskie Forum Chrześcijańsko-Demokratyczne z inicjatywy działaczy Stowarzyszenia „Pax” i PZKS (m.in. posła na Sejm kontraktowy Ziemowita Gawskiego). W tym samym roku partia przystąpiła do skupionego wokół Władysława Siły-Nowickiego komitetu Chrześcijańska Demokracja. W wyborach parlamentarnych w 1991 uzyskała z tej listy jeden mandat poselski, który objął Tadeusz Lasocki.
W 1993 formacja zmieniła nazwę na Stronnictwo Demokracji Polskiej i przystąpiła do Koalicji dla Rzeczypospolitej Jana Olszewskiego. Po porażce wyborczej ugrupowanie wzięło udział w kilku inicjatywach jednoczących małe i średnie partie prawicy. W wyborach prezydenckich w 1995 stronnictwo wsparło Lecha Wałęsę, następnie przystąpiło do Akcji Wyborczej Solidarność. W Sejmie III kadencji było reprezentowane przez jednego posła – Waldemara Pawłowskiego.
W 1999 partia, kierowana przez Jacka Stróżyńskiego, rozwiązała się, a jej działacze w większości przystąpili do ZChN.